# Megalocentor
Megalocentor is een monotypisch geslacht van straalvinnige vissen uit de familie van de parasitaire meervallen (Trichomycteridae).

## Soort
- Megalocentor echthrus de Pinna & Britski, 1991